# Кен Дедес
Кен Дедес — вторая жена Кена Арока, первого правителя Сингасари. Считается родоначальницей династий яванских королей, великой матерью династии Раджаса, правившей королевством Сингхасари и империей Маджапахит. Согласно местной мифологии, являлась воплощением совершенной красоты.

## Ранний период жизни
Большая часть сведений о жизни Кен Дедес исходит из летописи Параратон («Книга царей»), которая представляет собой причудливую смесь исторических фактов со сверхъестественными сказками и мифами. Она была дочерью буддийского монаха Мпу Пурва. Согласно традиции, исключительная и необычайная красота Кен Дедес была известна по всей стране и привлекла Тунггула Аметунга, правителя Тумапела (ныне район Сингхасари, Восточная Ява), который позже взял ее в жены.
Согласно преданию, Кен Дедеса была похищена, когда ее отец медитировал, и вынуждена была стать женой Тунггула Аметунга. Ее отец проклял Тунггула Аметунга, сказав, что он будет убит из-за красоты Кен Дедес. Проклятие стало реальностью, когда Кен Арок убил Тунггул Аметунга и женился на Кен Дедес.

## Супруга Кена Арока
Согласно Параратону и местным преданиям, Кен Арок захватил власть в Тумапеле движимый исключительно красотой и харизмой Кен Дедес. История гласит, что Кен Арок стоял рядом с королевской каретой, когда она остановилась, и мельком увидел молодую королеву. Когда ее одежда случайно разошлась, Кен Арок увидел ее обнаженные ноги, которые сияли прекрасным светом. Брахман Лохгау, услышав эту историю, сказал Кену Ароку, что Кен Дедес обладает божественным качеством и взявший её в жёны станет королём. Это побудило Кен Арока убить Тунггула Аметунга.
Позже Кен Арок начал войну, в ходе которой победил Кертаджайю, короля Кедири, и основал собственное королевство Сингасари. Будучи его женой, Кен Дедес стала первой королевой Сингхасари.
Анусапати, сын Кена Дедес и Тунггул Аметунга, убил Кена Арока и стал вторым правителем Сингхасари:185–188.

## В искусстве
Согласно местным поверьям, статуя Праджняпарамиты, богини трансцендентной мудрости в буддийской традиции и найденная в Чунгкуп-Путри возле храма Сингхасари, была сделана по подобию Кен Дедес и, вероятно, служила ее обожествленной статуей. В настоящее время статуя находится в Национальном музее Индонезии.